# John Fleck
John Fleck (7 mei 1951) is een Amerikaans acteur en performanceartiest. Hij speelde verschillende gastrollen in televisieseries, waaronder die van Silik in Star Trek: Enterprise, meerdere rollen in Star Trek: Deep Space Nine, in de pilotaflevering van Babylon 5 en in Weeds.
Tevens had hij de rol van Gecko in de televisieshow Carnivàle en die van Louis in Murder One en kwam voor in de videoclip van Legs van ZZ-Top.

## Films

### Filme
- 1982: Truckin' Buddy McCoy
- 1985: Hard Rock Zombies
- 1986: Howard the Duck
- 1988: Tapeheads
- 1989: Pink Cadillac
- 1991: The Naked Gun 2½: The Smell of Fear
- 1993: Babylon 5: The Gathering
- 1993: Falling Down
- 1995: Waterworld